# Liste der Wegekreuze und Bildstöcke im Bonner Ortsteil Geislar
Die folgende Liste enthält die Wege-, Grabkreuze und Bildstöcke, die auf dem Gebiet des Bonner Ortsteils Geislar im Stadtbezirk Beuel nachgewiesen sind.
| Bild           | Bezeichnung       | Lage                             | Beschreibung | Inschrift | Bauzeit | Denkmalnummer |
| -------------- | ----------------- | -------------------------------- | --- | --- | ------- | ------------- |
| weitere Bilder |                   | Abtstraße/Fabristraße Karte      | Das Wegekreuz ohne Inschrift und Jahreszahl befindet sich an der Ecke Abt- und Fabristraße. Das Kreuz wurde 1920 errichtet. Um 1960 neu errichtet und 2006 transloziert. | | 1920    |               |
| weitere Bilder | Gemeindekreuz     | Geislarstraße/Hammstraße Karte   | Das Wegekreuz (Gemeindekreuz) wurde 1705 errichtet und befindet sich an der Ecke Hamm- und Geislarstraße. | Im oberen Teil des Kreuzsockels: IM (Steinmetz-Initialen oder „Jesus, Maria“). Im unteren Teil des Kreuzsockels: Leerer Wappenschild ANNO 1705 HABEN ZV EHREN GOTTES DIES CREVTS AVFGERICHTET DIE GEMEINDE ZV GEISLAHR VND PETER POLL HAVSHALFEN | 1705    | A 3320        |
| weitere Bilder |                   | Oberdorfstraße/Abtstraße Karte   | Das Wegekreuz wurde 1735 errichtet und befindet sich an der Ecke Oberdorf- und Abtstraße. | Über der Muschelnische: ALLES MINEM GOTT ZU EHREN; Die fast ganz verwitterte Inschrift beginnt: 1735 | 1735    | A 3321        |
| weitere Bilder |                   | Oberdorfstraße/Bergergasse Karte | Das Wegekreuz wurde 1723 errichtet und befindet sich an der Ecke Oberdorfstraße 3 und Bergergasse | Über der Muschelnische findet sich nur das Datum der Errichtung des Kreuzes: Anno 1723 Den 8. Mertz | 1723    | A 3319        |
| weitere Bilder |                   | Oberdorfstraße 20 Karte          | Der Bildstock aus dem Jahr 1954 befindet sich an der Oberdorfstraße 20, am Fußweg zur Sankt Joseph-Kirche. | Mission 1954 | 1954    |               |
| weitere Bilder |                   | Oberdorfstraße 20a Karte         | Das Holzkreuz wurde um 1700 an der Ecke Abt- und Geislarstraße als Wegekreuz errichtet. 200 Jahre später auf den Kirchplatz von St. Joseph, gegenüber dem Hauptportal, und 2004 an seinen jetzigen Platz versetzt. | | um 1700 |               |
| weitere Bilder |                   | Geislarstraße Karte              | Das Wegekreuz, bei dem es sich eventuell um ein Grabkreuz (Gedenkkreuz) handelt, befindet sich an der Geislarstraße (zwischen Ortseingang und der Burg Lede) und wurde 1820 errichtet. Die Inschrift ist stark verwittert. Nur einzelne Buchstaben bzw. Wörter sind noch zu erkennen. Vermutlich soll es an zwei Geislarer Jungen erinnern, die am Neujahrstag 1820 im Eis auf der Laach (Nähe Burg Lede) eingebrochen und ertrunken sind. | Die Inschrift ist stark verwittert. Nur einzelne Buchstaben bzw. Wörter sind noch zu erkennen. | 1820    |               |
| weitere Bilder | Et ruude Krücksje | Ispelgässchen Karte              | Das Wegekreuz befindet sich an der Verlängerung Am alten Pütz und dem Ispelgäschen. Das Kreuz wurde früher „et ruude Krücksje“ genannt und um 1883 errichtet. Sogenannte Mordkreuze wurden früher stets rot gestrichen, doch wurde diese Sitte später auch auf sogenannte Unfallkreuze übertragen. | Die Inschrift (Fraktur) ist stark verwittert. Einzelne Wörter sind noch lesbar, der Text kann jedoch nicht mehr rekonstruiert werden. | um 1883 |               |
| weitere Bilder |                   | Oberdorfstraße Karte             | Das Wegekreuz befindet sich auf dem Geislarer Friedhof. | |         |               |